# Niksar
Niksar, în antichitate Neocezareea, este al doilea oraș ca mărime din provincia Tokat, Turcia.

## Personalități
- Grigore Taumaturgul (sec. al III-lea), episcop creștin